# Île des Levrettes
L'île des Levrettes (Enez Leñvenn en breton) est une île appartenant à la commune de Penvenan dans les Côtes-d'Armor, en Bretagne.
L'île des Levrettes est située au sein d'un archipel d'îlots sauvages, appelé communément les îles de Buguélès, au large des petits villages de Buguélès et de Port-Blanc.
L'île est couverte de landes rases et de fougères, quelques pitons granitiques parsèment sa surface. Au début du XXe siècle, un monastère cistercien s'établit sur l'île voisine, Saint-Gildas, sous l'impulsion du propriétaire des lieux, Alexis Carrel. L'endroit étant particulièrement propice au recueillement et à la vie spirituelle, les moines décident de construire à quelques encablures de là, plus près de la pleine mer, au nord, deux petites cellules de retraite. Ce sont les deux ermitages qui sont encore visibles aujourd'hui sur l'île des Levrettes. Ils sont construits tous deux en moellons de granit, couverts d'ardoises, tournés vers le large et séparés l'un de l'autre d'environ 300 mètres. Des citernes jouxtant les bâtiments permettent de recueillir l'eau de pluie.
Une fois sur l'île Saint-Gildas, on peut rejoindre les Levrettes à pied, via un sillon de galets dénommé "Graou Enez Leñvenn"; littéralement; "le sillon de l'île au Lieu".